# Melinda Shankar

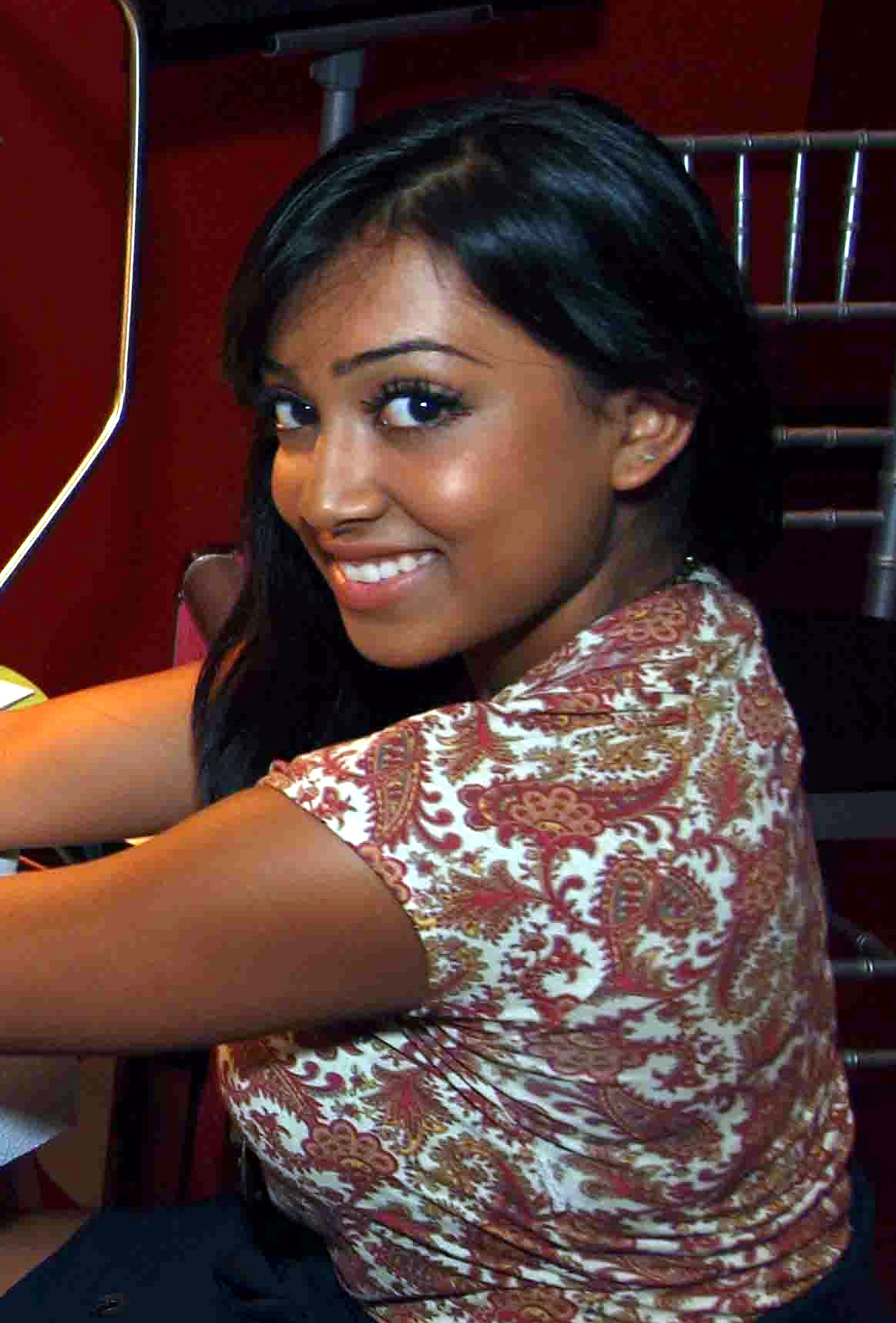
Melinda Shankar (2010)

Melinda Shankar (* 18. Februar 1992 in Ottawa, Ontario) ist eine kanadische Schauspielerin.
Shankar begann ihre schauspielerische Karriere im Alter von 10 Jahren. Für ihre Rolle in How to Be Indie – Wie ich lerne, ich zu sein wurde sie für den Gemini Award in der Kategorie Best Performance in a Children's or Youth Program nominiert.

## Filmografie
- 2008–2015: Degrassi: The Next Generation (Fernsehserie)
- 2009: Degrassi Goes Hollywood
- 2009–2012: How to Be Indie – Wie ich lerne, ich zu sein (How to Be Indie, Fernsehserie)
- 2010: The Rest of My Life
- 2010: Festival of Lights
- 2010: Harriet: Spionage aller Art (Harriet the Spy: Blog Wars)
- 2010: Degrassi in India
- 2011: Degrassi: Minis
- 2011: Degrassi in Haiti
- 2017: Slasher (Fernsehserie)
- 2017: Mein Weihnachtsprinz – Die Liebe meines Lebens